# Remus Cernea
Remus-Florinel Cernea (n. 25 iunie 1974, București) este un politician și activist român împotriva discriminării bazate pe religie și orientare sexuală, susținător al separației dintre biserică și stat și fondatorul Asociației Solidaritatea pentru Libertatea de Conștiință.
Este cunoscut pentru numeroasele acțiuni civice derulate în ultimii ani care vizează apărarea și promovarea drepturilor omului și în special apărarea libertății de exprimare și a libertății de gândire, conștiință și religie a fiecărui cetățean, indiferent de convingerile sau credințele acestuia, respectarea principiului democratic al separației puterilor în stat și respectării valorilor democratice și laice, sau respectarea dreptului de a alege și de a fi ales.
A candidat la alegerile prezidențiale din 2009 din partea Partidului Verde, al cărui președinte a și fost, obținând peste 60.000 de voturi sau 0.62% din sufragii. În octombrie 2010 a demisionat din Partidul Verde din cauza unor diferențe ideologice și a pus bazele Mișcării Verzilor. În 2012 a fost ales deputat pe listele USL. În timpului mandatului a trecut la deputați neafiliați.

## Viață personală
Remus Cernea s-a născut în București, pe 25 iunie 1974. A început să practice karate în ilegalitate, în ianuarie 1989. Alături de alte 20 de persoane frecventa săptămânal o sală de box de la întreprinderea IMGB. A practicat arte marțiale timp de șase ani și l-a avut ca maestru pe Dan Macoveanu. La vârsta de 14 ani devine campion la șah al orașului București la grupa sa de vârstă.
În 1989, cu o lună înainte de Revoluție, pe când era în clasa a IX-a, vorbise cu trei prieteni să meargă noaptea să arunce cu ouă în niște panouri mari cu Nicolae Ceaușescu plasate în intersecții. Nu au mai apucat. Pe 21 decembrie a vrut să iasă în stradă, însă mama lui l-a închis în casă. A doua zi, când l-a văzut pe Mircea Dinescu la televizor, a plecat pe jos spre televiziune. S-a întâlnit cu un prieten din bloc și s-au urcat într-o remorcă de tractor care i-a dus până la sediul TVR. Pe 23 a ieșit din nou și a mers în Piața Revoluției. Când a început să se tragă, s-a pus la pământ și timp de 20 de minute nu s-a putut mișca din cauza gloanțelor.
În martie 1999 a plecat în Iugoslavia, după ce începuseră bombardamentele NATO, pentru că îl preocupa problema violenței. Pentru a strânge suma necesară, a fost nevoit să vândă chiar și cărți din casă. Ajuns la Belgrad, într-o noapte în care urmărea atacurile aeriene NATO, a văzut cum o rachetă Tomahawk se îndrepta exact spre acoperișul hotelului pe care se afla. Apoi, a fost bănuit că a fost trimis de serviciile secrete americane și a fost amenințat că va fi aruncat de pe acoperiș. A fost ajutat de directorul hotelului care era de origine română. Evenimentele sunt relatate în textul său autobiografic, Turist de război la Belgrad.
Cernea a urmat cursurile Facultății de Filosofie din cadrul Universității din București până în 2002, studii universitare de licență, fără a susține însă lucrarea de licență, potrivit propriei declarații.
Cernea a fost într-o relație cu Ioana Stăniloiu, studentă și absolventă a Conservatorului din București. În 2016, acesta a "cerut-o" în parteneriat civil. Cernea a fost acuzat în nenumărate rânduri că ar fi homosexual din pricina sprijinului oferit comunității LGBT. În luna martie a aceluiași an, Ioana își anunța candidatura ca independent la Primăria Sectorului 1. Cei doi s-au despărțit în mai 2018.

## Opinii politice
Cernea consideră inacceptabilă coalizarea dintre politicieni și Biserică, în ciuda faptului că în România este statuat principiul separării dintre Biserică și Stat. 

## Activitate
Fondează Societatea Culturală Noesis, în 1998, cu scopul de a promova valorile culturale și spiritul civic. În anul 2000 editează, alături de Cătălin Teniță și alți câțiva prieteni, primele cărți electronice din România și, ulterior, primele enciclopedii multimedia consacrate unor repere culturale românești.
Editează și enciclopediile multimedia dedicate lui Nichita Stănescu și Ion Creangă.
Realizează în 2005, în parteneriat cu Siveco Romania, primele lecții multimedia de limba română pentru liceu și gimnaziu, introduse în liceele din România în cadrul proiectului Asistent Educațional pentru Licee - AEL.
A colaborat, în regim de parteneriat, în perioada 2001 - 2004, cu instituții culturale de prestigiu, precum Academia Română, Muzeul Literaturii Române, Arhiva Națională de Filme, Societatea Română de Radiodifuziune.
A obținut sponsorizări pentru proiecte culturale de la firme precum Microsoft România, Xerox, BRD, HVB Bank, Compaq.
În 1998, împreună cu trei colegi de la Filozofie și Drept (printre care se numără și Cătălin Teniță), împiedică instalarea de icoane ortodoxe în amfiteatre și construirea unei biserici ortodoxe în curtea facultății.
În 1999, în timpul războiului din fosta Iugoslavie (Războiul din Kosovo) a asistat pe viu, la Belgrad, la bombardamentele NATO (Operațiunea Forțele Aliate).
În timpul nopților petrecute în Iugoslavia trăiește experiența de a urmări apropierea unei rachete Tomahawk, exact pe direcția hotelului de pe acoperișul căruia urmărea atacurile aeriene NATO și răspunsul antiaerienei sârbești. 
În octombrie 2003 înființează asociația umanistă și secularistă Solidaritatea pentru libertatea de conștiință, alături de personalități civice precum Gabriel Andreescu, Mircea Toma, Smaranda Enache, Daniel Vighi, Emil Moise, William Totok, Liviu Andreescu.
Asociația, al cărei director executiv a fost până în septembrie 2008, își propune să militeze pentru respectarea libertății de conștiință și pentru respectarea principiului separării statului de biserică.
În 2004, derulează cu succes campania Salvați Parcul Carol, salvați statul de drept în care are ca oponenți Guvernul, Parlamentul și Președinția României, toate aceste instituții comițând ilegalități pentru a împlini cererea Bisericii Ortodoxe de a construi Catedrala Mântuirii Neamului Românesc în Parcul Carol I, pe locul ocupat de Mausoleul din Parcul Carol, ce urma a fi demolat în acest scop.
Câștigă procesul cu Ministerul Culturii și Cultelor la Curtea de Apel și la Înalta Curte de Casație și Justiție. Organizează 7 acțiuni de protest în parc, derulează o campanie de presă, obține sprijin internațional din partea unor organizații umaniste, strânge semnături pentru petiții adresate autorităților.
În martie 2008, organizează un protest în fața Ministerului Educației, Cercetării și Tineretului, cerând reintroducerea teoriei evoluționismului în manualele de biologie de liceu și a capitolului referitor la Dumnezeu în manualele de filozofie.
Reprezintă Solidaritatea pentru liberatea de conștiință la Congresul Humanist Internațional de la Budapesta (decembrie 2004) și la Adunările Generale de la Paris (iulie 2005), New York (aprilie 2006) și Washington DC ale International Humanist and Ethical Union și la World Humanist Congress, ținut concomitent cu Adunările Generale ale IHEU, la Paris în 2005 și Washington DC în 2008.
În 2005 participă la un miting și susține campania Salvați Parcul Tăbăcăriei din Constanța, amenințat cu mutilarea pentru a se construi un mall și o catedrală.
În 2006 derulează proiectul Monitorizarea educației religioase în școlile publice din România. În cadrul dezbaterilor privind retragerea simbolurilor religioase din școlile publice, participă la numeroase dezbateri publice la posturi de radio și televiziune. Organizează proteste publice contra prevederilor neconstituționale ale Legii Cultelor.
Organizează concertul de protest din Piața Constituției din 28 octombrie 2006 împotriva cenzurii generate de Art. 13 (2) din Legea Cultelor (care stipulează că "În România sunt interzise orice forme, acte, mijloace sau acțiuni de defăimare sau învrăjbire religioasă, precum și ofensa publică adusă simbolurilor religioase"), concert la care participă peste 7000 de spectatori și care a fost susținut de: Luna Amară, Sarmalele Reci, Raza, Buricul pământului, Altar, Vama, Florin Chilian, Țapinarii, și Implant pentru refuz.
Realizează ample coaliții de organizații neguvernamentale pentru susținerea lui Emil Moise în demersul făcut către Consiliul Național pentru Combaterea Discriminării
pentru sensibilizarea clasei politice să nu voteze legea cultelor și art 13(2) al acesteia în forma votată în cele din urmă

și împotriva campaniei suburbane derulate în licee de către ANAF.

Cernea susține proteste ale cetățenilor din capitală și din alte localități față de o serie de abuzuri ale autorităților centrale sau locale, precum Roșia Montană.
Publică articole în reviste precum 22, Observator Cultural, Le Monde Diplomatique (ediția română), Dilema Veche. În perioada iulie – septembrie 2007 a prezentat în fiecare vineri dimineața, la ora 11.30, un editorial pe Radio România Cultural.
Publică volumul de publicistică „Manifest împotriva becalizării României”, Editura Tritonic 2007. Realizează un studiu comparativ despre sistemele electorale ale tuturor țărilor din Uniunea Europeană versus sistemul electoral românesc evidențiind numeroasele vicii profunde ale acestuia din urmă. Inițiază o plângere la Consiliul Național pentru Combaterea Discriminării în privința unei grave discriminări între competitorii electorali conținută de legea privind alegerea Camerei Deputaților și a Senatului.
Din iulie 2008 inițiază procedurile de înființare a Asociației Umaniste Române.
În septembrie 2008 organizează cu Asociația Umanistă Română un protest în fața Ministerului Educației, Cercetării și Tineretului împotriva îndoctrinării religioase în școlile din România și declanșează o campanie civică pe această temă.

## Cariera politică
Pe 27 august 2009, își anunțǎ candidatura la președinție din partea Partidului Verde (PV).. La alegerile prezidențiale, în turul I, obține 0,64% din voturi, necalificându-se în turul II.
La 26 septembrie 2009, a fost ales președinte executiv al Partidului Verde, în cadrul Congresul Național Extraordinar, desfășurat în amfiteatrul “Ion Heliade Rădulescu” al Bibliotecii Academiei Române.
Apără drepturile persoanelor LGBT (lesbiene, gay, bisexuale sau transgen). În mai 2010, Cernea ia parte împreună cu alți membri de vârf ai Partidului Verde la GayFest din București. În 2012, participa la parada gay în calitate de consilier de stat.. În data de 24 septembrie 2010, demisionează din Partidul Verde.
În 2012, Cernea fondează partidul Mișcarea Verzilor-Democrat Agrarieni (MV-DA). Partidul este admis în interiorul Uniunii Social-Liberale (USL). Pe 23 mai 2012, Cernea este numit consilier de stat pe probleme de mediu în guvernul Ponta I. La alegerile parlamentare din 9 decembrie 2012, obține un mandat de deputat în circumscripția electorală nr.14 din Constanța, pe colegiul uninominal 9. Pe 20 decembrie 2012, a ales să depună jurământul în plenul Camerei doar pe Constituția României, optând pentru varianta prevăzută în legea jurământului de credință al parlamentarilor care face abstracție de formula religioasă.
Pe 21 ianuarie 2013, în urma unui congres, desfășurat la Palatul Parlamentului, MV-DA fuzionează cu Partidul Verde, iar Cernea este ales președinte al Partidului Verde. Potrivit unui comunicat remis în urma congresului de fuziune, Cernea este deputat al Partidului Verde, urmând să activeze însă ca afiliați ai grupului parlamentar PSD.
În anul 2014 propune legalizarea uniunilor indiferent de sexul partenerilor. Dar propunerea este refuzata fără echivoc.
In anul 2015 propune o lege pentru impozitarea cultelor. Propune o lege prin care sa se stopeze finantarea din bani publici a lucrărilor la Catedrala Neamului. Toate refuzate.

## Distincții și aprecieri
Cernea obține, cu Societatea Culturală Noesis, cea mai înaltă distincție a Industriei Tehnologiei Informației și Comunicațiilor, decernată la Palatul Cotroceni de Președintele de atunci Ion Iliescu, pentru cele mai bune produse culturale multimedia din România pe anul 2002 – enciclopediile virtuale I. L. Caragiale și Constantin Brâncuși. Societatea Culturală Noesis a fost nominalizată tot în 2002 la premiile Internetics pentru cel mai bun site cultural din România, clasându-se pe poziția a doua.
Asociația Solidaritatea pentru Libertatea de Conștiință este nominalizată la Gala Societății Civile pe anul 2004, la premiul pentru cea mai bună campanie din România și la premiul pentru secțiunea "Comportament civic și participare publică", clasându-se pe poziția a doua la ambele secțiuni. Asociația obține finanțări pe proiecte din partea Fundației pentru o Societate Deschisă, Ambasadei Olandei și Institutului pentru Studii Umaniste.
Rezoluția propusă și elaborată de Cernea, "Threats to the status of science and social-humanistic disciplines in education" este votată la Washington, D.C. în 8 iunie 2008 de Adunarea Generală a International Humanist and Ethical Union – cea mai importantă organizație umanistă mondială.
The Nordic Rainbow Humanists a acordat premiul "Rainbow Humanist Award 2009" pentru Cernea și colegii săi din Asociația Umanistă Română:
„...pentru că vorbesc și scriu despre situația lesbienelor, gay-lor, bisexualilor și transsexualilor ca o temă ce privește un drept al omului și ca un drept de a lua decizii în viața personală – ceea ce reprezintă o valoare esențială umanistă a autonomiei personale – în ciuda unei opoziții puternice din partea opoziției intoleranței religioase sau oponenților politici și a unei prese ostile.”

## Controverse
În anul 1997, ca protest față de excesele naționaliste și xenofobe ale unor politicieni precum Corneliu Vadim Tudor, Gheorghe Funar sau Adrian Păunescu, Cernea a intrat în mod simbolic în UDMR, deși este de etnie română.

## Publicații
- Manifest împotriva becalizării României. Tritonic. 2007. ISBN 9789737331922.
- Turist de război la Belgrad, text autobiografic